# 2MASS J04414489+2301513

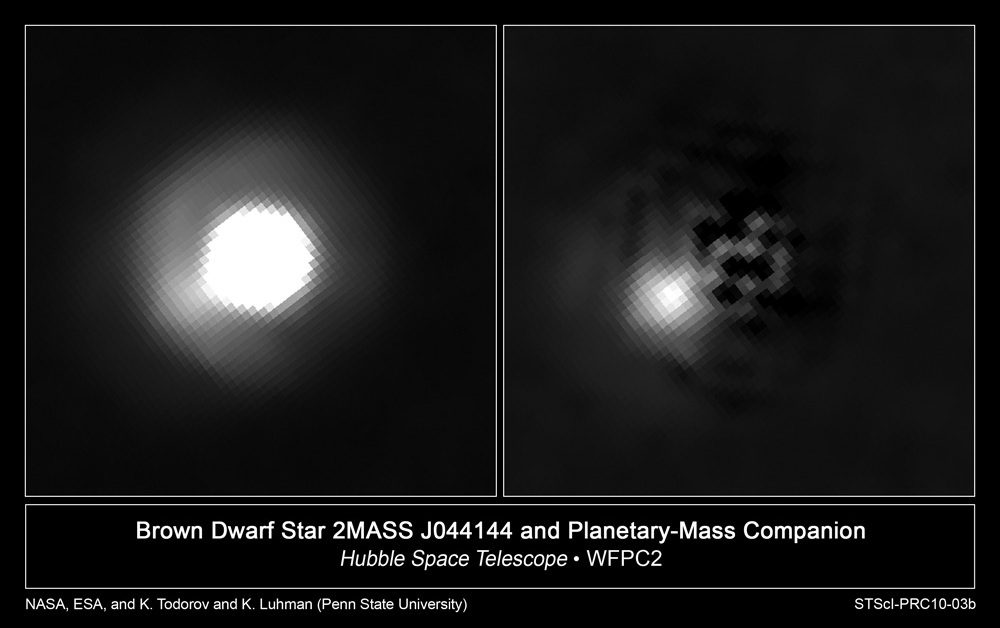
2MASS J04414489+2301513 es una enana marrón con un compañero de cerca de 5 a 10 veces la masa de Júpiter. No está claro si este objeto compañero es una sub-enana marrón o un planeta.

2MASS J04414489+2301513 (a menudo abreviado 2MASS J044144) es una enana marrón aproximadamente a 450 años luz de distancia orbitada por un planeta o una sub-enana marrón con cerca de 5-10 veces la masa de Júpiter. La masa de la enana marrón primaria es aproximadamente 20 veces la masa de Júpiter y su edad es aproximadamente un millón de años.
No está claro si este objeto compañero es una enana o un planeta. El compañero es muy grande con respecto a su enana parda, y debe haberse formado dentro de 1 millón de años más o menos. Esto parece ser demasiado grande y demasiado rápido para formar como un planeta regular desde un disco alrededor del objeto central.